# ニッケル鋼
ニッケル鋼（ニッケルこう）とは、合金鋼のうち炭素鋼にニッケル(Ni)を加えた組成をもつものである。
一般的な炭素鋼はある温度（転移温度、遷移温度）以下で急に脆化する。低温用ニッケル鋼はこの欠点を改善したもので、ニッケルを添加したことで転移温度が下がり、低温でも脆化しにくくなっている。この特長から低温での脆化を避けたい用途に使われる。実用例としては液化天然ガスの低温貯蔵タンク、LPG船がある。
なおニッケル鋼は、ニッケル添付によりフェライトが強化されているため、常温においても炭素鋼より靱性が高い。しかし強靱さの割には高価なため、低温での靱性を確保する特別な必要がない場面では普通は他の合金鋼を使う（クロムやマンガンに比して高価）。

## 規格
- JIS G 3127:2013 低温圧力容器用ニッケル鋼鋼板
  - SL2N255
  - SL3N255
  - SL3N275
  - SL3N440
  - SL5N590
  - SL7N590
  - SL9N520
  - SL9N590